# Frank Wykoff
Frank Clifford Wykoff, né le 29 octobre 1909 et mort le 1er janvier 1980, est un athlète américain, trois fois vainqueur du 4 × 100 m aux Jeux olympiques.

## Biographie
Né à Des Moines, Iowa, Frank Wykoff est entré dans l'histoire de l'athlétisme en devenant le premier homme à obtenir trois médailles d'or en relais, toutes gagnées en établissant un nouveau record du monde. Wykoff a fait ses débuts aux Jeux olympiques d'Amsterdam où il termina quatrième sur 100 m et courut le premier relais du 4 × 100 m qui remporta l'or et égala le record du monde en 41 s 0.
Quatre ans plus tard aux Jeux olympiques de Los Angeles, il fut le dernier relayeur du 4 × 100 m. Pour ses derniers Jeux, il termina à nouveau quatrième du 100 m et établit un nouveau record en 39 s 8 du 4 × 100 m en finale des Jeux olympiques de Berlin avec ses compatriotes Jesse Owens, Ralph Metcalfe et Foy Draper.

## Palmarès
| Date | Compétition     | Lieu        | Résultat | Épreuve   | Temps       |
| ---- | --------------- | ----------- | -------- | --------- | ----------- |
| 1928 | Jeux olympiques | Amsterdam   | 4e       | 100 m     | 11 s 0      |
| 1928 | Jeux olympiques | Amsterdam   | 1er      | 4 × 100 m | 41 s 0      |
| 1932 | Jeux olympiques | Los Angeles | 1er      | 4 × 100 m | 40 s 0 (WR) |
| 1936 | Jeux olympiques | Berlin      | 4e       | 100 m     | 10 s 6      |
| 1936 | Jeux olympiques | Berlin      | 1er      | 4 × 100 m | 39 s 8 (WR) |